# 圣马梅迪-迪内格雷卢什
圣马梅迪-迪内格雷卢什是葡萄牙波尔图区的一个堂区。总面积4.77平方公里，总人口2288人，人口密度479.7人/平方公里。